# Napo (provins)
Napo är en provins i Ecuador. Den administrativa huvudorten är Tena. Befolkningen beräknas till 79 139 invånare på en yta av 13 342 kvadratkilometer.

## Administrativ indelning
Provinsen är indelad i fem kantoner:
- Archidona
- Carlos Julio Arosemena Tola
- El Chaco
- Quijos
- Tena